# Grand Carrousel
Le Grand Carrousel est un spectacle grandiose donné les 5 et 6 juin 1662 à Paris, dans la cour des Tuileries, à l'initiative du roi Louis XIV pour fêter la naissance du dauphin Louis, le 1er novembre de l'année précédente.
Cet événement, qui est à l'origine de la place du Carrousel, marque les esprits par son faste et ses costumes impressionnants. Une foule nombreuse de 10 000 à 15 000 personnes y assiste. La mise en scène fait du Roi une figure cosmique autour de laquelle tournent les grands du royaume, et lui permet de s'attribuer définitivement l'emblème du Soleil.
C'est également la dernière grande fête du règne donnée à Paris. Les suivantes auront lieu à Versailles.

## Contexte
Un carrousel est un type de spectacle équestre originaire d'Italie introduit en France au début du XVIIe siècle. Ils remplacent les tournois, interdits dans le royaume par Catherine de Médicis après la mort accidentelle de son époux, le roi Henri II, en 1559. Le premier carrousel français est organisé en 1605.
En mars 1656, le jeune Louis XIV participe à une cavalcade, une autre forme de spectacle équestre moins fastueuse, dans les jardins du Palais-Royal organisée en l'honneur d'Olympe Mancini, une nièce du cardinal Mazarin avec laquelle il a une brève liaison. Le Roi porte un costume romain or et argent. Il a choisi l'emblème du Soleil et la devise « ne piu ne par » (« il n'en est de plus grand ni de pareil »). Il est suivi par le duc de Guise costumé en Turc et de nombreux autres cavaliers. Ce spectacle montre déjà le goût de Louis XIV pour l'exotisme et l'Antiquité.
Quatre ans plus tard, en 1660, Louis souhaite relancer la tradition des grandes fêtes de Cour et commence à imaginer ce que sera le « Grand Carrousel ». Il veut impressionner non seulement la noblesse, mais aussi la population parisienne dont une partie avait soutenu la Fronde. En 1661, après la mort de Mazarin, il a fait arrêter le surintendant des finances, Nicolas Fouquet, et affirme son autorité absolue. La naissance en novembre de son premier enfant, Louis de France, lui donne l'occasion d'organiser cette grande fête.

## Déroulement
À la fin du mois de mai 1662, des brochures du programme des festivités circulent dans la capitale. On peut y trouver l'itinéraire de la cavalcade, la composition des cinq quadrilles avec leurs emblèmes et devises expliqués. Un amphithéâtre provisoire est construit pour accueillir la Cour.

### Quadrilles
Le cortège se compose de cinq quadrilles, respectivement commandés par Louis XIV, le duc d'Orléans, le prince de Condé, le duc d'Enghien et le duc de Guise.

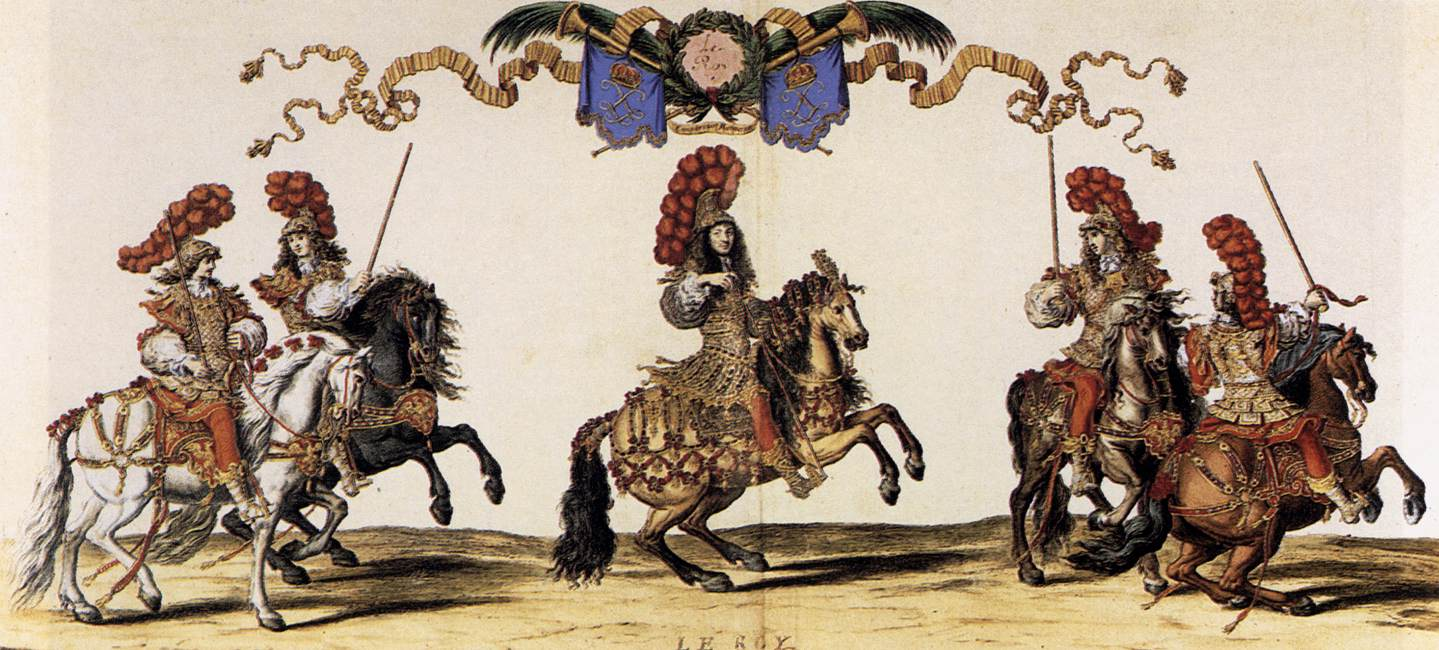
Louis XIV et sa suite par Israël Silvestre (1670).

Le premier quadrille est celui des Romains, mené par le Roi. Louis XIV a pour couleurs l'or, l'argent et le feu. Il est habillé en empereur romain : son habit d'or est couvert de rubis, son casque est orné de pierreries et porte de grandes plumes rouges. À sa taille est ceint un cimeterre d'or. Son cheval enrubanné est décoré d'aigles d'or. Il précède, en plus des onze cavaliers de sa brigade, une suite nombreuse et richement dotée : quatre timbaliers, 24 trompettes, 24 estafiers, 40 chevaux de main, 80 palefreniers, 24 pages qui portent les armes de la troupe, son aide de camp et son maréchal de camp.
Le deuxième quadrille est celui des Persans, mené par le duc d'Orléans, dit Monsieur, frère du Roi. Ses couleurs sont le blanc et l'incarnat. Il porte une veste d'argent parsemée de rubis et, au-dessus, une mante semée de perles. Il monte un cheval au caparaçon couvert de rubis. Les timbaliers et trompettes, au bonnet de satin doublé d'hermine, sont suivis de deux écuyers, 18 pages, 12 estaffiers et 16 chevaux de main aux caparaçons de satin ornés d'orfèvreries.

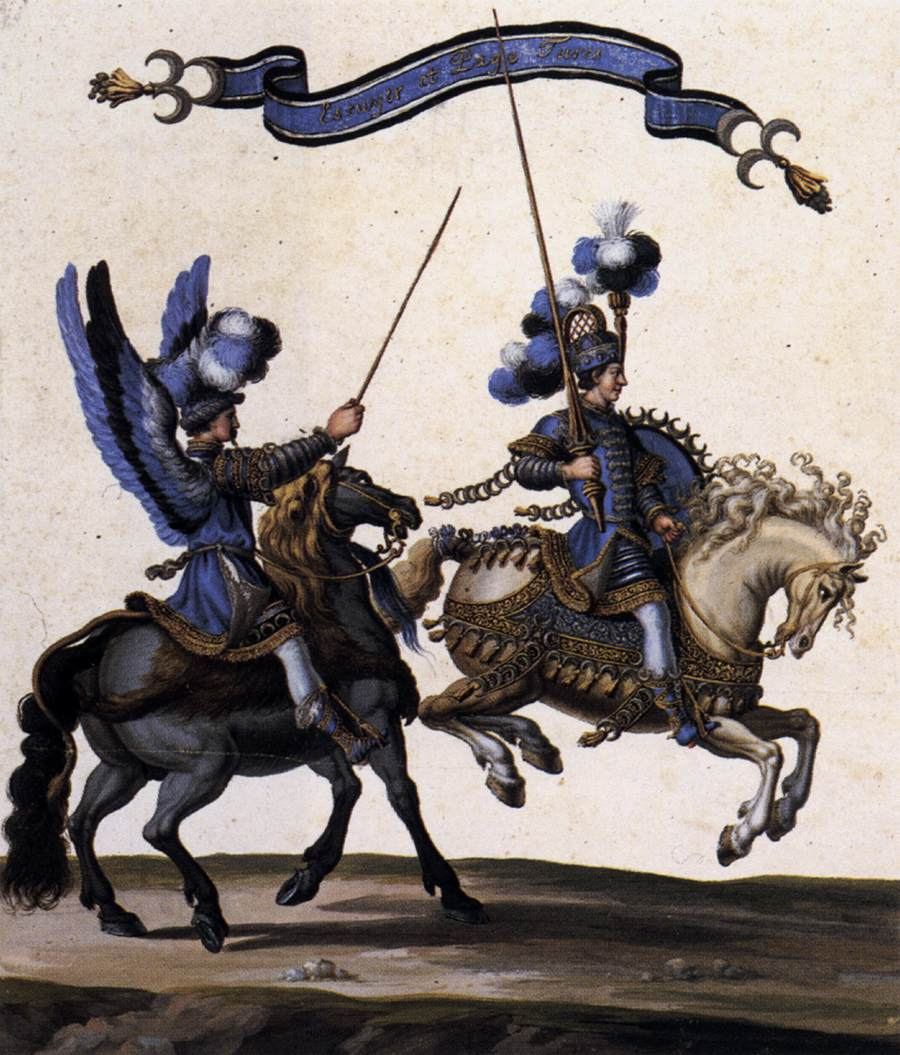
Deux cavaliers de la suite du prince de Condé par Israël Silvestre (1670).

Le troisième quadrille, celui des Turcs, est dirigée par le prince de Condé. Ses couleurs sont le bleu, le blanc et le noir. Lui-même est habillé de satin rouge et argent avec des agrafes de turquoises et de diamants. Il porte un turban décoré des mêmes pierres précieuses et surmonté d'un croissant d'or. Les timbaliers et trompettes de sa suite sont vêtus de vestes de satin bleues bandées de noir. Les pages se distinguent au sein de la troupe par d'imposantes plumes formant des ailes sur leurs épaules.
Le quatrième quadrille, quadrille des Indiens, est celui du duc d'Enghien, fils du prince de Condé. Ses couleurs sont le jaune et le noir. Il porte un costume de brocart or et noir brodé d'argent et de diamants. Le long de son écharpe et de ses bottines pendent de grosses perles en forme de poire. Les timbaliers et trompettes portent une coiffure remarquable faite d'un énorme perroquet.

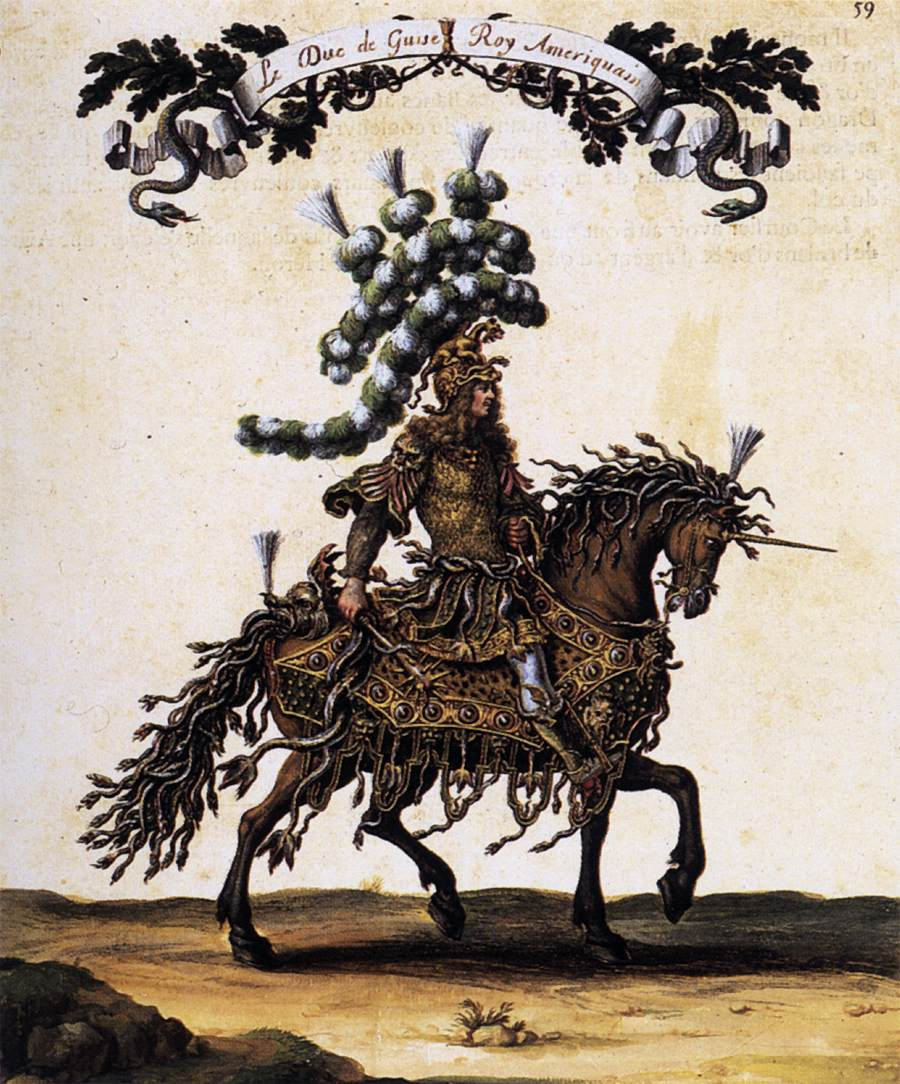
Le duc de Guise en Roy Ameriquain par Israël Silvestre (1670).

Enfin, le cinquième quadrille est celui des Américains. Il est paré de vert et blanc et dirigé par l'exubérant duc de Guise, déjà complice du Roi lors de la cavalcade de 1656. Cette équipée surpasse toutes les autres dans ce domaine et impressionne le plus les spectateurs. Les timbaliers et trompettes, habillés de satin vert décoré d'écailles d'argent, arborent des nageoires en guise de manches. Sur la tête ils portent des bonnets en coquilles de corail. Le reste de la suite met en scène des Maures à pied menant des singes et des ours, douze estaffiers déguisés en faunes ou en satyres puis douze palefreniers imitant des sauvages vêtus de peau de tigres. Les chevaux de main portent au front une corne de licorne. Les six pages et les écuyers viennent ensuite, leurs montures arborant des caparaçons en peau de bête faits pour imiter des poissons de mer. Le Duc, en roi à la cuirasse de dragons, porte, en plus de deux têtes de monstres sur les épaules, une immense coiffe faite d'un dragon d'or surmonté de plumes vertes et blanches s'élevant jusqu'à 1,30 mètre au-dessus de lui.

### Premier jour
Le premier jour est celui des courses de têtes. Cette épreuve technique consiste à toucher une tête posée en hauteur : avec une épée pour les têtes persiennes, avec un « dard » pour les têtes de Méduse. Les règles sont strictes et chaque infraction, comme une chute de cheval, est sanctionnée par une exclusion. Les cavaliers ainsi punis peuvent tout de même parader en costume dans les quartiers alentour de Saint-Eustache, Saint-Gervais et Saint-Paul.
La compétition est ouverte par les trompettes des hérauts. Chaque quadrille court 44 courses, chaque course étant composé de quatre cavaliers de quatre quadrilles différents.
À la surprise générale, Louis XIV, qui a touché seize têtes, est battu. Le vainqueur est le marquis de Bellefonds, lieutenant-général des armées du Roi, membre du quadrille de Monsieur. Il reçoit, au son des fanfares, des mains de la Reine pour prix un diamant de 25 000 écus (75 000 livres) et un portrait du Roi décoré de pierreries.

### Deuxième jour
Le deuxième jour est consacré à la course de bague, gagnée par le duc de Lesdiguières, de la suite du prince de Condé. Il reçoit la même récompense que le vainqueur de la veille.

## Analyse
Bien que la raison officielle soit la naissance de son fils aîné, le 1er novembre 1661, Louis XIV a d'autres idées derrière la tête quand il fait organiser cette fête. En premier lieu, il veut impressionner. Le Grand Carrousel ne marque pas les mémoires pour les performances sportives des participants, mais pour le faste et l'exotisme exubérant déployés. Il est possible que le Roi veuille éblouir une fille d'honneur de Madame, possiblement la jeune Louise de La Baume Le Blanc (future duchesse de La Vallière), mais sa principale cible est la noblesse. Celle-ci est, de plus, avide de plaisirs après les années austères de la régence d'Anne d'Autriche et de Mazarin. 